# Kościół św. Stanisława Biskupa Męczennika w Górecku Kościelnym
Kościół św. Stanisława Biskupa Męczennika w Górecku Kościelnym – drewniany rzymskokatolicki kościół parafialny 2. połowy XVIII wieku w Górecku Kościelnym w powiecie biłgorajskim, wpisany do rejestru zabytków nieruchomych województwa lubelskiego, należący do dekanatu Józefów diecezji zamojsko-lubaczowskiej.

## Historia
Parafia w Górecku Kościelnym powstała w 2. połowie XVII wieku w związku z kultem św. Stanisława Biskupa i Męczennika. Na miejscu objawień św. Stanisława ordynat Marcin Zamoyski zlecił budowę kaplicy ku jego czci. W 1668 roku sprowadził do parafii franciszkanów konwentualnych z Zamościa, którym powierzył opiekę duszpasterską.
Na początku XVIII wieku kościół i budynek klasztorny zostały spalone podczas potopu szwedzkiego. Odbudowę wsparł ordynat Tomasz Józef Zamoyski, a nową świątynię ukończono w 1768 roku dzięki fundacji ordynata Jakuba Zamoyskiego. Konsekracji kościoła dokonał biskup Melchior Jan Kochnowski w 1778 roku.
W latach 1897–1898 kościół przedłużono o 8 metrów i dobudowano wieżę, a w 1927 roku przeprowadzono gruntowny remont, który obejmował ozdobienie wnętrza boazerią i oszalowanie zewnętrznych ścian. W 1968 roku kardynał Karol Wojtyła przekazał autentyczne relikwie św. Stanisława, które zostały umieszczone w kościele.

## Wnętrze kościoła
Świątynia w Górecku Kościelnym zbudowana z drewna modrzewiowego i oszalowana deskami posiada trzy nawy. Główna nawa, prostokątna i nieco wyższa od bocznych, wspiera się na drewnianych słupach. W kościele zastosowano sklepienia kolebkowe. Pomiędzy prezbiterium a nawą główną znajduje się belka tęczowa z barokowym krzyżem z połowy XVIII wieku.
Wnętrze kościoła jest bogato zdobione. Znajdują się w nim barokowe i rokokowe ołtarze oraz chrzcielnica. Główny ołtarz zdobi obraz św. Stanisława oraz obraz Matki Boskiej Anielskiej.
Ambona wykonana w stylu rokokowym, a na chórze znajdują się 12-głosowe organy wykonane w 1906 roku.

## Galeria

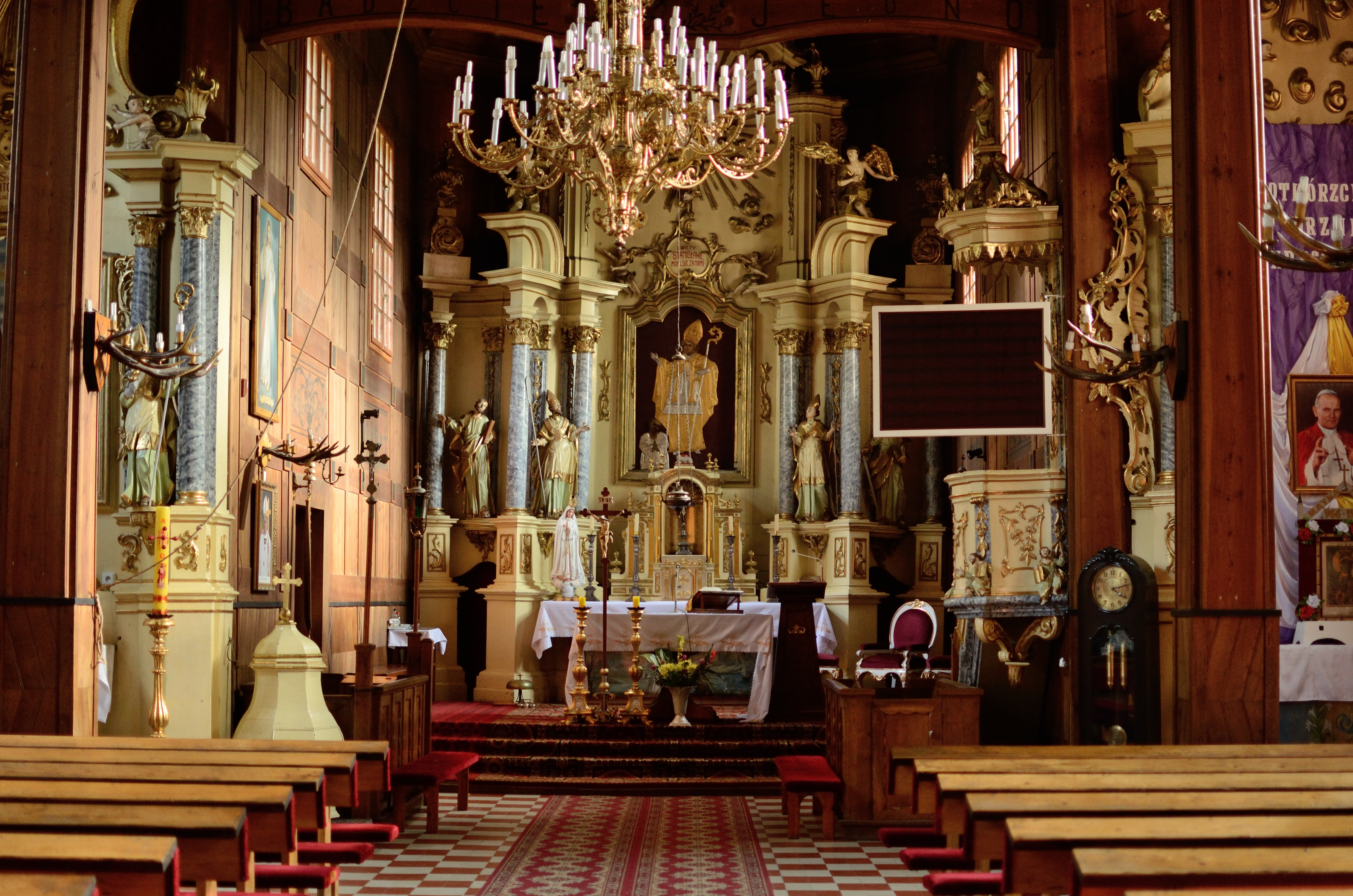
Ołtarz główny
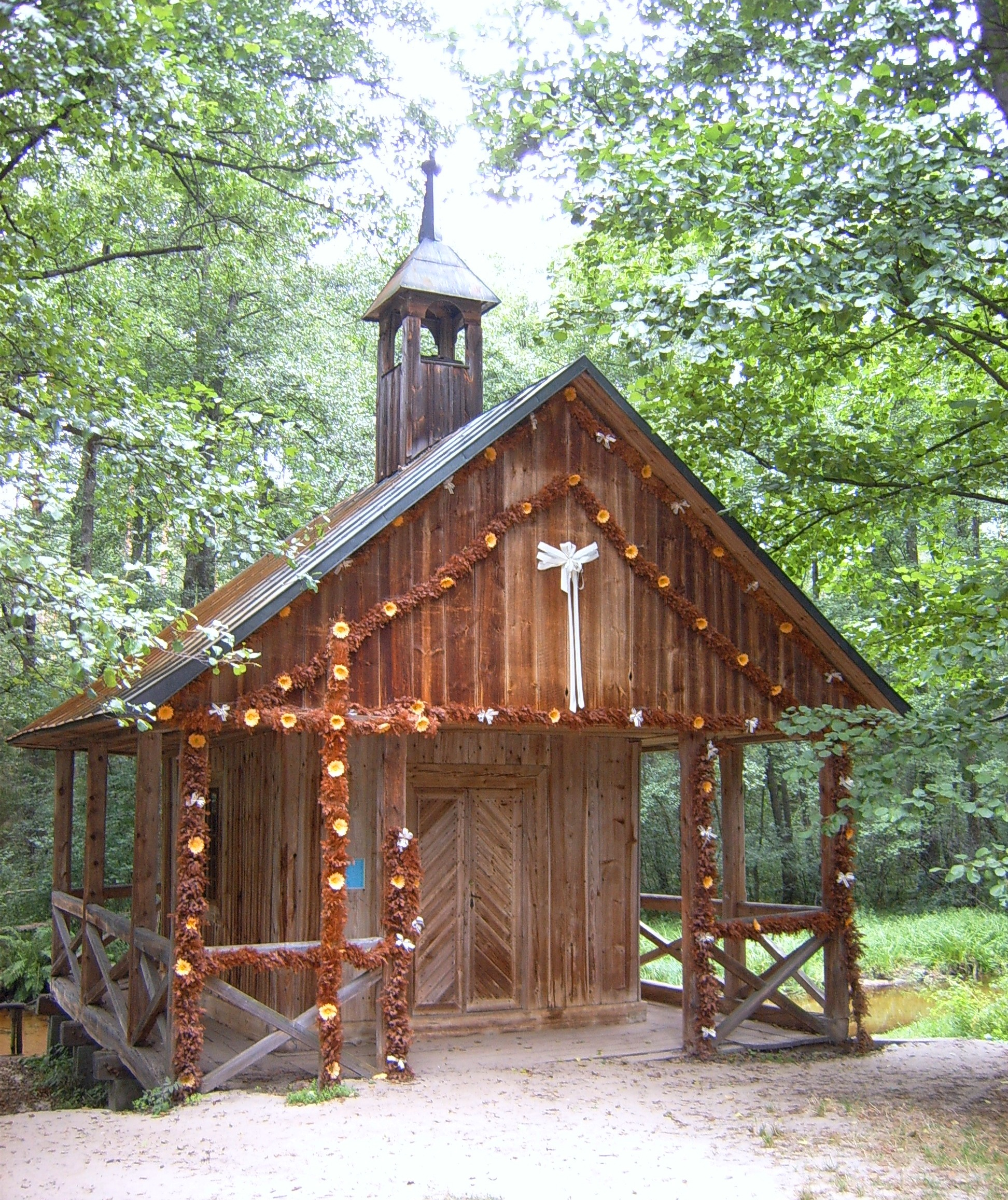
„Kaplica na wodzie” znajdująca się w pobliżu miejsca objawień św. Stanisława
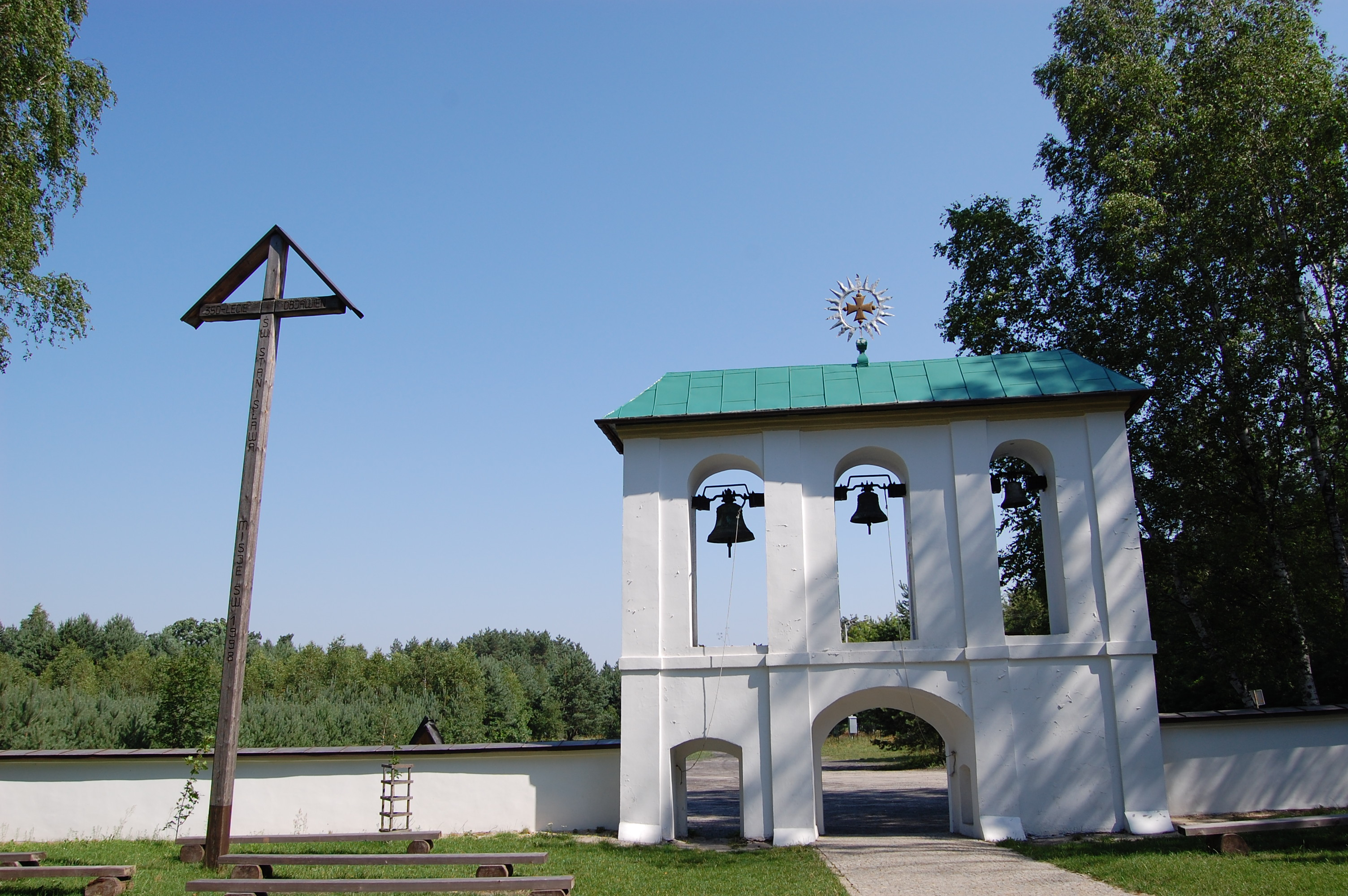
Dzwonnica i krzyż
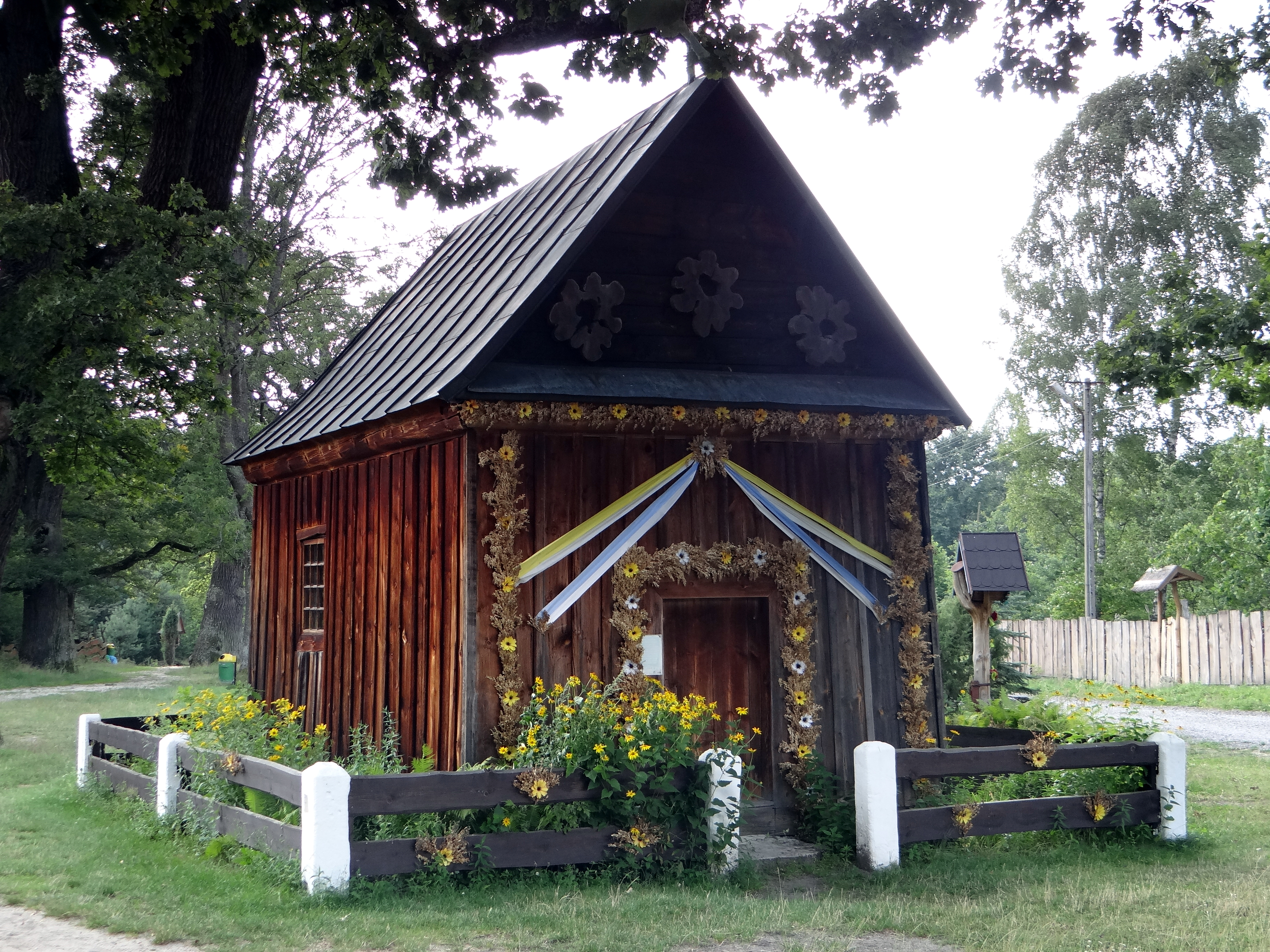
Kapliczka „Pod dębami”
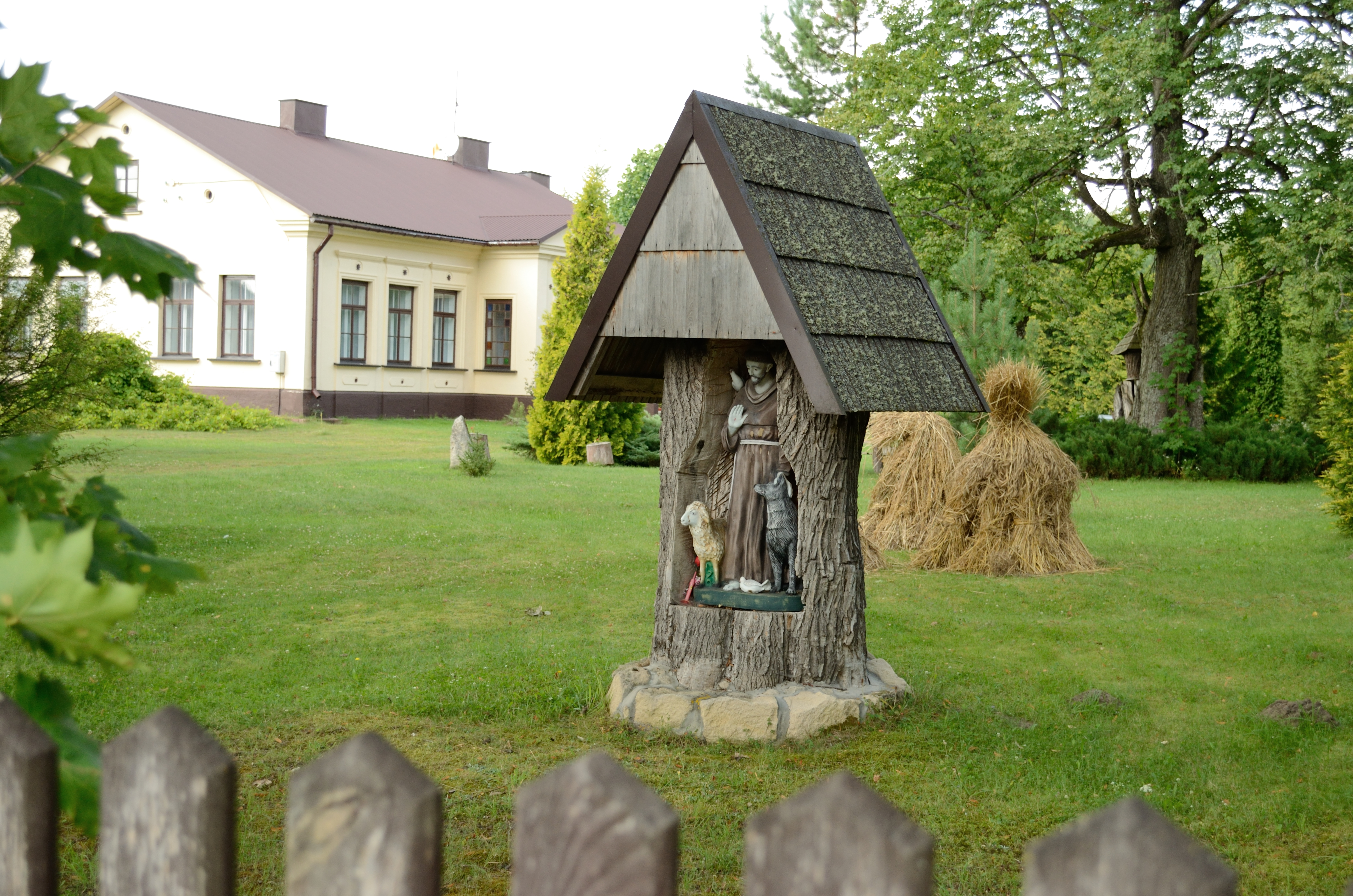
Kapliczka
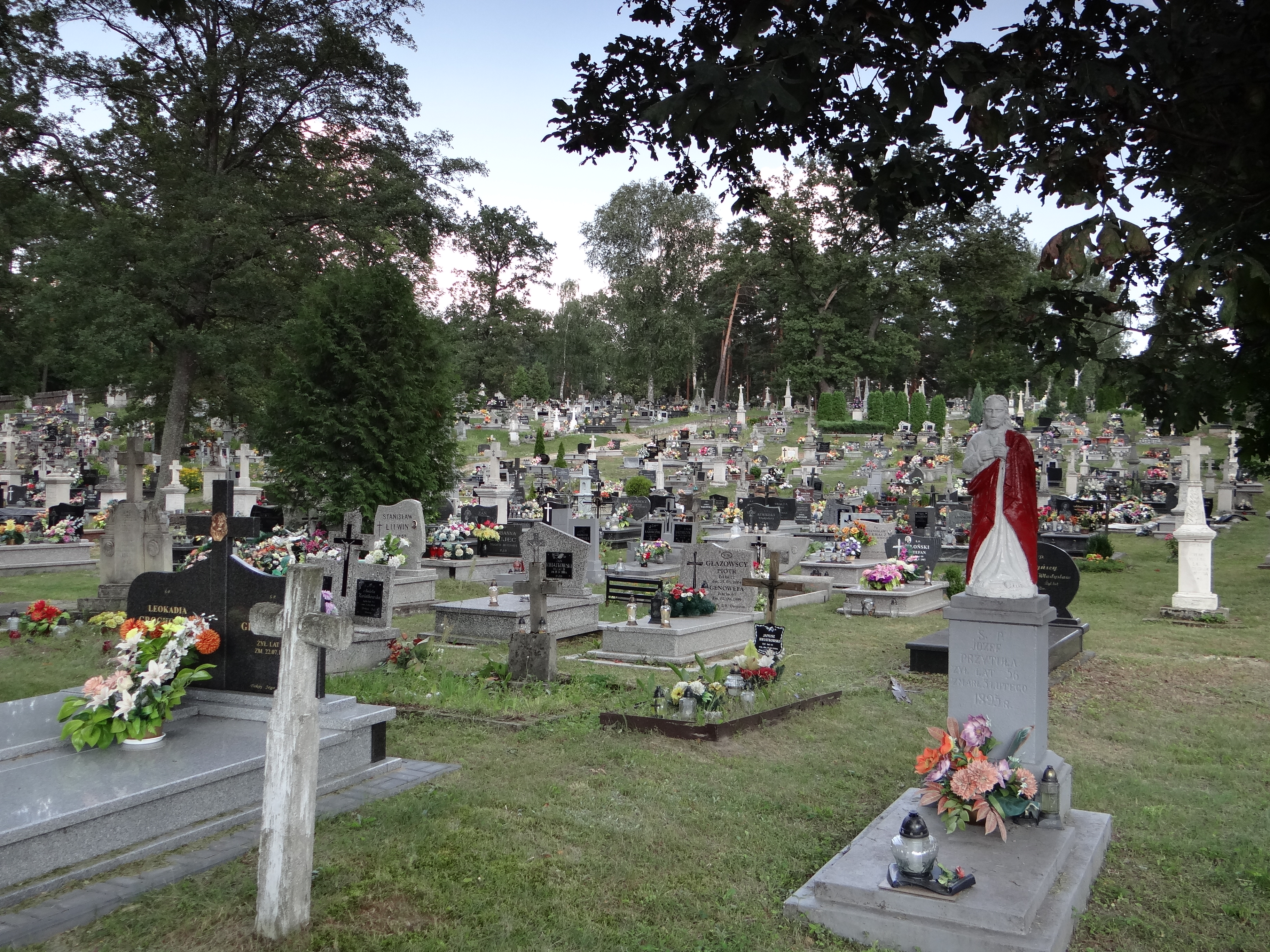
Cmentarz parafialny
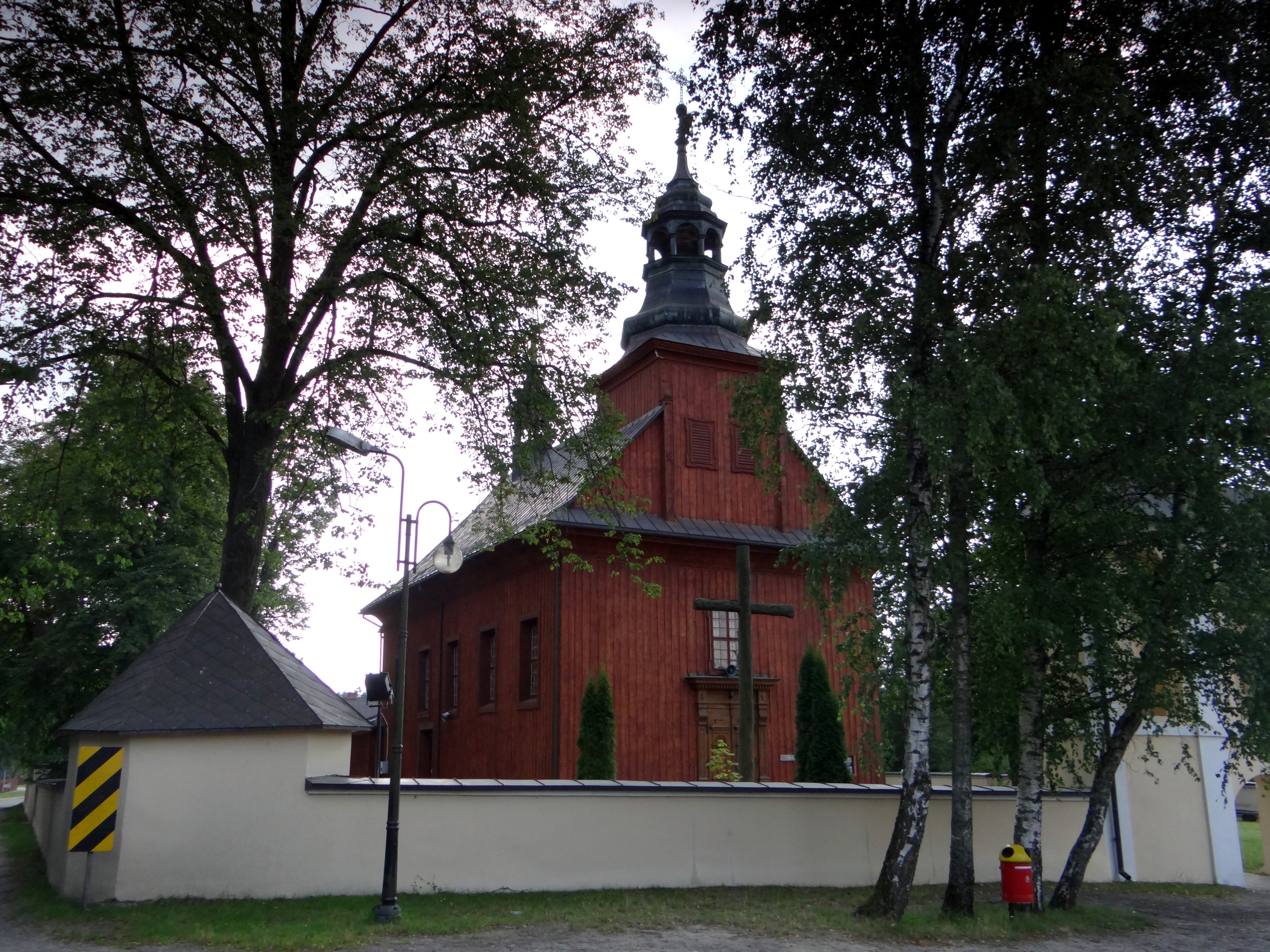
Kościół parafialny od frontu
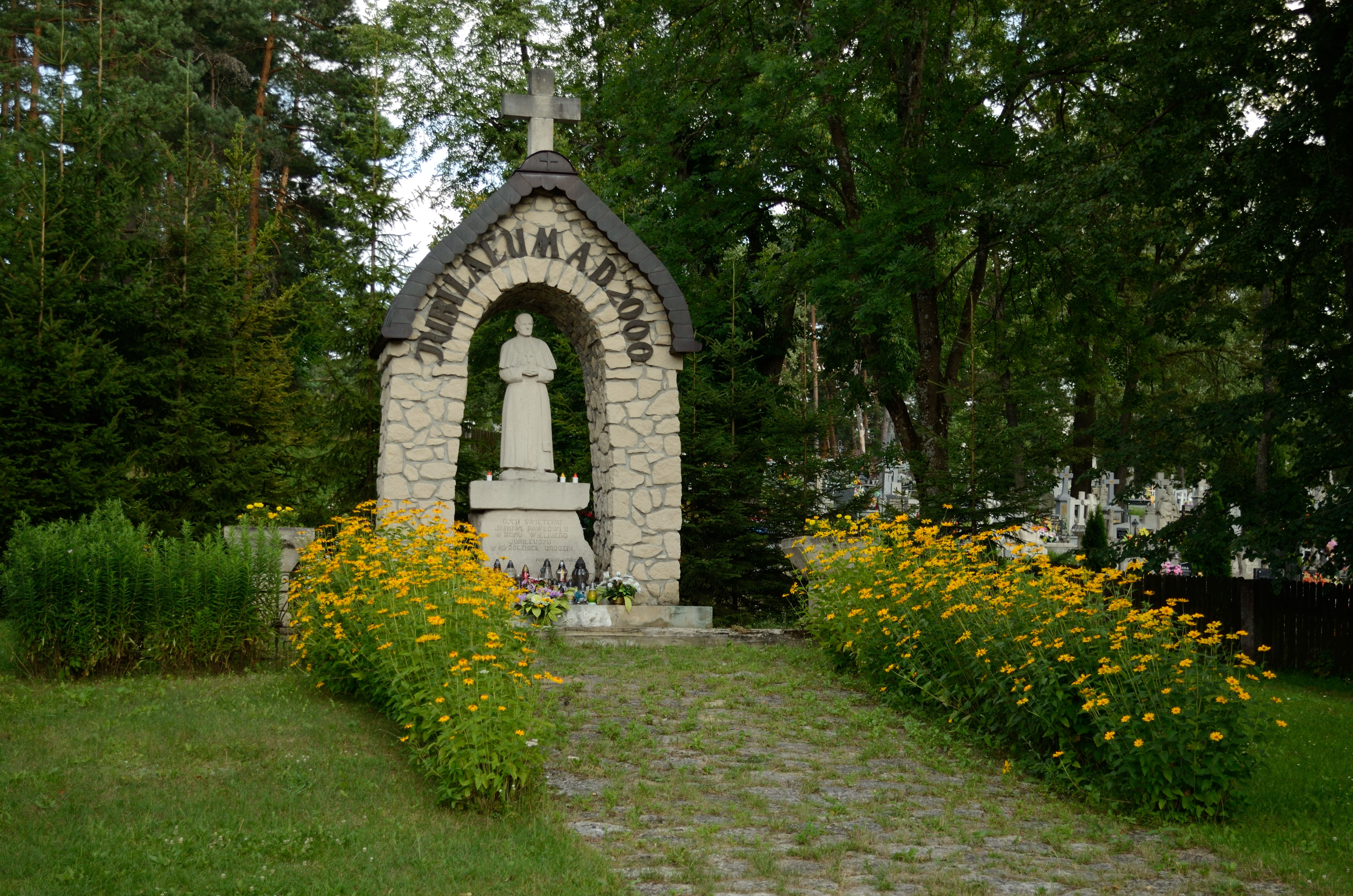
Pomnik Jana Pawła II obok kościoła parafialnego